# لشکر ۶ هوابرد (بریتانیا)
لشکر ۶ هوابرد بریتانیا (انگلیسی: 6th Airborne Division) لشکر هوابرد نیروی زمینی بریتانیا بود، که در سال ۱۹۴۳ تأسیس شد و در سال ۱۹۴۸ منحل گردید.
لشکر ۶ هوابرد، یک لشکر پیاده‌نظام هوابرد ارتش بریتانیا در طول جنگ جهانی دوم بود. لشکر ششم، علیرغم نامش، در واقع دومین لشکر از دو لشکر هوابردی بود که توسط ارتش بریتانیا در طول جنگ ایجاد شد، لشکر دیگر، لشکر اول هوابرد بود. لشکر ۶ هوابرد در جنگ جهانی دوم، در اواسط سال ۱۹۴۳ تشکیل شد و فرماندهی آن را سرلشکر ریچارد گیل بر عهده داشت. این لشکر شامل تیپ‌های سوم و پنجم چترباز به همراه تیپ ششم فرود هوایی و واحدهای پشتیبانی بود.
عملیات اولیه این لشکر که منجر به تبدیل شدن آن به اولین واحد متفقین شد که نیروهای خود را به عنوان بخشی از عملیات اورلرد در فرانسه پیاده کرد، عملیات تونگا در ۶ ژوئن ۱۹۴۴، روز دی، بخشی از پیاده شدن در نرماندی بود که در آنجا مسئول تأمین امنیت جناح چپ تهاجم متفقین بود. این لشکر پس از انجام موفقیت‌آمیز این وظیفه، به مدت سه ماه در نرماندی ماند و در ماه سپتامبر عقب‌نشینی کرد. این لشکر در همان ماه، تقریباً به مدت یک هفته، هر روز به نیروهایش ملحق می‌شد و برای پیوستن به عملیات مارکت گاردن آماده می‌شد، اما در نهایت منحل شد. در حالی که هنوز در انگلستان در حال جذب نیرو و تجدید قوا بود، دوباره بسیج شد و در دسامبر ۱۹۴۴ به بلژیک اعزام شد تا در مقابله با حمله غافلگیرکننده آلمان در آردن، یعنی نبرد بولژ، کمک کند. آخرین مأموریت هوابرد آنها در مارس ۱۹۴۵، عملیات وارسیتی، دومین حمله هوابرد متفقین بر فراز رودخانه راین، انجام شد.
پس از جنگ، این لشکر به عنوان نیروی ذخیره استراتژیک امپراتوری شناسایی شد و به خاورمیانه منتقل شد. در ابتدا برای آموزش چتربازی به فلسطین فرستاده شد، اما در نقش امنیت داخلی درگیر شد. در فلسطین، این لشکر چندین تغییر در ترکیب خود ایجاد کرد و تا زمان انحلال در سال ۱۹۴۸، اندازه آن به تنها دو تیپ چترباز کاهش یافته بود.